# Wassyl Panejko
Wassyl Lukytsch Panejko (ukrainisch Василь Лукич Панейко, russisch Василий Лукич Панейко Wassili Lukitsch Paneiko; * 1883 bei Solotschiw, Königreich Galizien und Lodomerien, Österreich-Ungarn; † 29. Mai 1956 in Caracas, Venezuela) war ein ukrainischer Journalist, Diplomat und vom 11. November 1918 bis zum Januar 1919 erster Minister für Auswärtige Angelegenheiten der Westukrainischen Volksrepublik.

## Leben
Wassyl Panejko kam 1883 in der galizischen Bezirkshauptmannschaft Solotschiw im heutigen Rajon Solotschiw der ukrainischen Oblast Lwiw zur Welt. Er war Absolvent der Fakultät für Rechtswissenschaften an der Universität Lemberg und Mitglied der Ukrainischen Nationaldemokratischen Partei. Nach dem Studium war er vorwiegend als Journalist in Lemberg tätig.
Nach der Gründung der Westukrainischen Volksrepublik wurde er am 11. November 1918 deren Außenminister und blieb dies bis Januar 1919. Anschließend war er Vorsitzender der Delegation der Westukrainischen Volksrepublik bei der Pariser Friedenskonferenz. Seit 1920 arbeitete er als Journalist und Herausgeber in Lwiw und später als Korrespondent in der französischen Hauptstadt Paris. 1945 emigrierte er in die Vereinigten Staaten und 1955 nach Venezuela, in dessen Hauptstadt Caracas er 1956 verstarb.